# Цымбал, Василий Викторович
Василий Викторович Цымбал (13 февраля 1960, Армавир — 27 марта 2000, Крымск) — советский, затем российский лётчик-истребитель ПВО. Известен по перехвату 13 сентября 1987 года противолодочного самолёта P-3 Orion ВВС Норвегии, проводившего разведку в районе развёртывания АПЛ ВМФ СССР в Баренцевом море, где произошло столкновение Ориона и его Су-27.

## Начало жизни и время начала службы
Василий Викторович Цымбал родился в городе Армавире Краснодарского края. Учился в городской средней школе № 8. После её окончания в 1977 году поступил в Армавирское высшее военное авиационное Краснознамённое училище лётчиков (АВВАКУЛ), которое закончил в 1981 году. По окончании училища прибыл для прохождения службы в 941-й истребительный авиационный полк ПВО СССР в Килпъявре под Мурманском. К 1987 году имел воинское звание старший лейтенант.

## Инцидент над Баренцевым морем

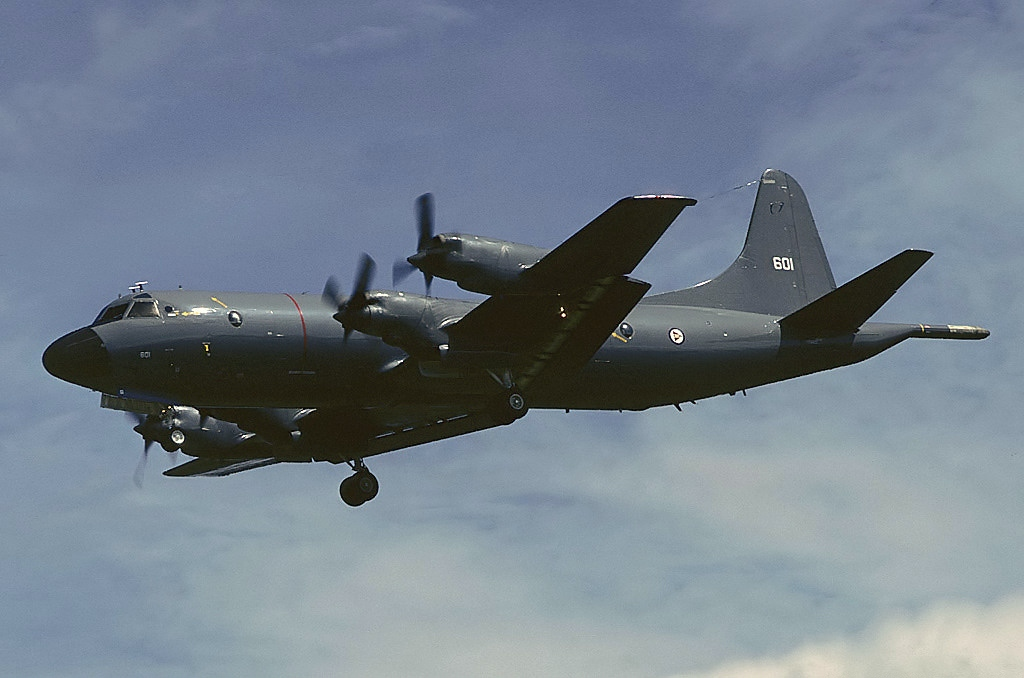
Lockheed P-3 Orion ВВС Норвегии б/н 601

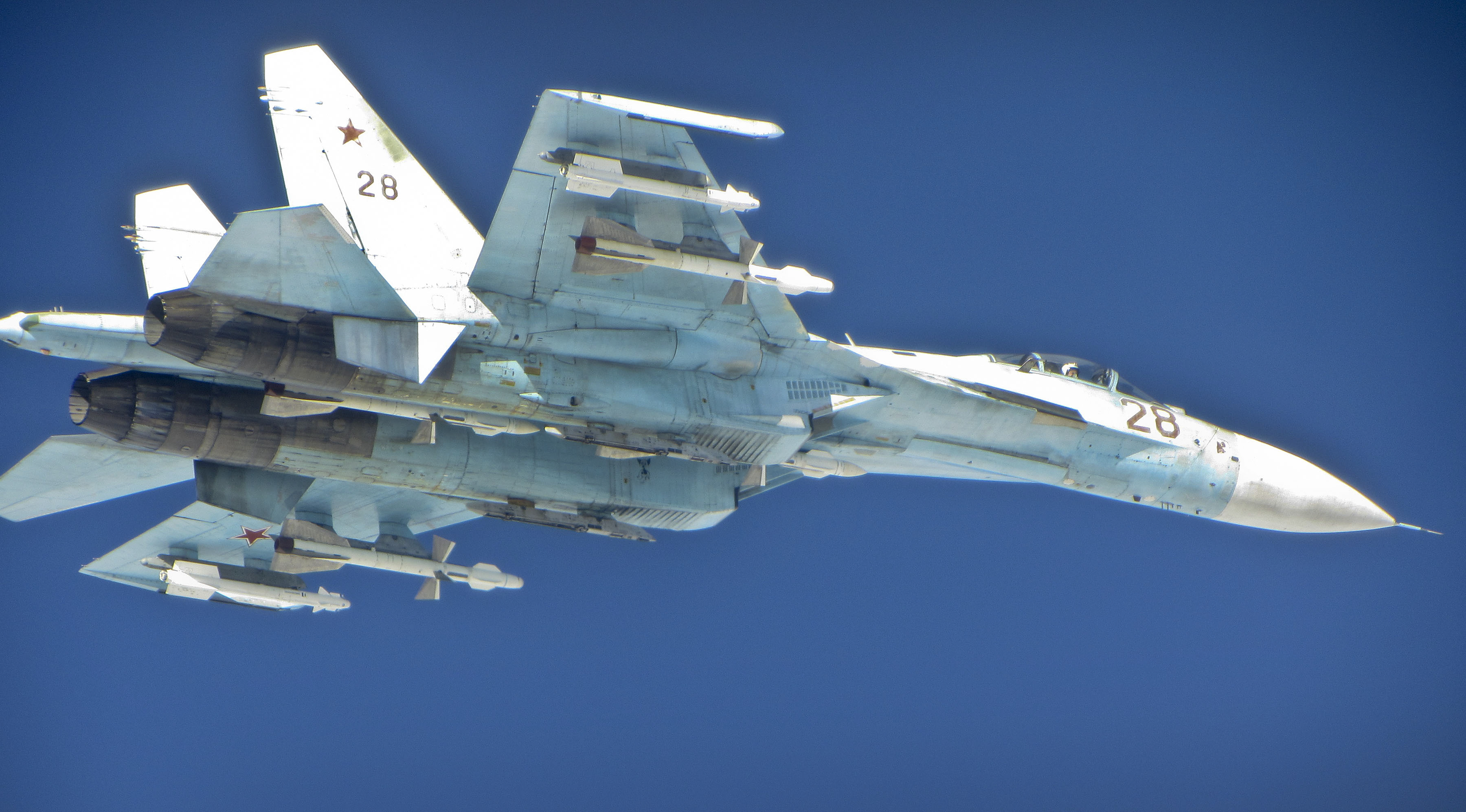
Истребитель Су-27 ПВО СССР б/н 28 кр.

13 сентября 1987 года старший лейтенант Василий Цымбал заступил на боевое дежурство, поднявшись в воздух на истребителе-перехватчике Су-27 (б/н 36 красный, з/н 36911016816). Во время дежурства ему поступила информация о появлении в небе над нейтральными водами Баренцева моря, непосредственно в районе развёртывания атомных подводных лодок ВМФ СССР, неизвестного объекта. Цымбал сблизился с неизвестным самолётом и провёл его опознавание. Это оказался патрульный противолодочный самолёт Orion P-3B,  с бортовым номером 602 и названием Gunnar lsachsen Королевских ВВС Норвегии из 333-й эскадрильи с авиабазы Будё (бывший б/н ВМС США BuNo 156602, з/н 185C-5304), которым командовал старший лейтенант Ян Сальвесен. О перехвате Ориона было доложено командованию и Су-27 Цымбала начал его сопровождение. В это время противолодочный самолёт начал ставить гидроакустические буи с целью выявления советских атомных подводных лодок, а также определения направления и характеристик их движения. Старшему лейтенанту Василию Цымбалу была дана команда в одно слово: «помешать». И он, расположив свой Су-27 под Орионом, непосредственно под люком для сброса гидроакустических буёв, стал активно препятствовать его экипажу в выполнении поставленной перед ним задачи. Вероятно, возникшие у экипажа Ориона затруднения стали настолько велики, что норвежский лётчик решил в конце концов избавиться от такого назойливого внимания к своему самолёту. Он до предела сбросил скорость и выпустил шасси, в надежде на то, что более быстрый Су-27 проскочит вперёд, и таким образом даст ему возможность поставить гидроакустические буи. Но норвежский лётчик недооценил возможности аэродинамики Су-27 на малых скоростях, о которых тогда на Западе было мало что известно. Василий Цымбал выпустил тормозной щиток и также сбросил скорость, сумев удержать свой самолёт в самой неудобной для Ориона позиции, при этом сместившись вправо, и экипаж противолодочного самолёта на некоторое время потерял его из вида.
Это упорное противостояние в итоге завершилось столкновением - вероятно, когда норвежский лётчик, не видя самолёт Цымбала и решив, что он отстал, начал правый разворот, левый киль Су-27 попал под винт крайнего правого двигателя № 4 Ориона. Обломки винта пробили фюзеляж Ориона, вызвав разгерметизацию, кроме того, возникшая сильная вибрация вынудила его экипаж отключить двигатель № 4, прекратить выполнение задания и возвращаться на базу. Василий Цымбал также благополучно вернулся на свой аэродром. Повреждения его Су-27 были существенно меньше - отсутствовал радиопрозрачный обтекатель антенны на левом киле и там же присутствовали три зазубрины. Во время расследования инцидента Василий сначала говорил комиссии, что столкнулся с птицей. Ему ответили, что про столкновение верят, а вот про птичку попросили рассказать поподробнее, раз из-за нее вышел скандал на международном уровне. Только тогда он признался, что это был норвежский самолет.
В связи с получением ноты протеста от правительства Норвегии, начатое расследование было масштабным и репрессии последовали быстро. Через три дня после инцидента Василия Цымбала исключили из рядов КПСС. Однако через день его в партии восстановили. Вскоре после этого его наградили орденом Красной Звезды и перевели в другую часть. Советский Союз официально извинился за инцидент, однако в отчёте советской комиссии по расследованию прямо указывалось, что виноваты оба пилота, и этот вопрос обсуждался в министерстве обороны Норвегии. Но в итоге никакого наказания не понёс и командир Ориона Ян Сальвесен.

## После инцидента
После инцидента Василия Цымбала перевели в 562-й истребительный авиационный полк ПВО на аэродроме Крымск (Краснодарский край) - вероятно, подальше от мест повышенной активности вероятного противника. Майор ВВС Василий Цымбал, находясь вне службы, погиб во время наводнения на реке Неберджай 27 марта 2000 года.